# Campionati svedesi di sci alpino 2002
I Campionati svedesi di sci alpino 2002 si sono svolti a Gällivare dal 19 al 22 marzo. Il programma ha incluso gare di discesa libera, supergigante, slalom gigante, slalom speciale e combinata, tutte sia maschili sia femminili.
Trattandosi di competizioni valide anche ai fini del punteggio FIS, vi hanno partecipato anche sciatori di altre federazioni, senza che questo consentisse loro di concorrere al titolo nazionale svedese.

## Risultati

### Uomini

#### Discesa libera
| Pos. | Atleta        | Nazione |
| ---- | ------------- | ------- |
| 1    | Patrik Järbyn | Svezia  |
| 2    | ?             | ?       |
| 3    | ?             | ?       |

#### Supergigante
| Pos. | Atleta        | Nazione |
| ---- | ------------- | ------- |
| 1    | Patrik Järbyn | Svezia  |
| 2    | ?             | ?       |
| 3    | ?             | ?       |

#### Slalom gigante
| Pos. | Atleta              | Nazione  | Tempo   |
| ---- | ------------------- | -------- | ------- |
| 1    | Fredrik Nyberg      | Svezia   | 2:26,87 |
| 2    | Patrik Järbyn       | Svezia   | 2:27,33 |
| 3    | Lars Ola Kjos       | Norvegia | 2:27,93 |
| 4    | Anders Holmström    | Svezia   | 2:28,26 |
| 5    | Nicklas Nääs        | Svezia   | 2:28,92 |
| 6    | Mattias Eriksson    | Svezia   | 2:28,98 |
| 7    | Alexander Feinestam | Svezia   | 2:29,12 |
| 8    | Johan Brolenius     | Svezia   | 2:29,18 |
| 8    | Fredrik Steinwall   | Svezia   | 2:29,18 |
| 10   | Pär Abersten        | Svezia   | 2:29,75 |

Data: 21 marzo

#### Slalom speciale
| Pos. | Atleta            | Nazione | Tempo   |
| ---- | ----------------- | ------- | ------- |
| 1    | Johan Brolenius   | Svezia  | 1:47,46 |
| 2    | Markus Larsson    | Svezia  | 1:47,72 |
| 3    | André Myhrer      | Svezia  | 1:47,77 |
| 4    | Lars Lewén        | Svezia  | 1:48,33 |
| 5    | Magnus Eriksson   | Svezia  | 1:49,26 |
| 6    | Anders Holmström  | Svezia  | 1:49,87 |
| 7    | Niklas Rainer     | Svezia  | 1:49,98 |
| 8    | Pär Abersten      | Svezia  | 1:50,06 |
| 9    | Fredrik Steinwall | Svezia  | 1:50,28 |
| 10   | Anton Lahdenperä  | Svezia  | 1:50,34 |

Data: 22 marzo

#### Combinata
| Pos. | Atleta     | Nazione |
| ---- | ---------- | ------- |
| 1    | Lars Lewén | Svezia  |
| 2    | ?          | ?       |
| 3    | ?          | ?       |

### Donne

#### Discesa libera
| Pos. | Atleta                  | Nazione |
| ---- | ----------------------- | ------- |
| 1    | Jessica Lindell Vikarby | Svezia  |
| 2    | ?                       | ?       |
| 3    | ?                       | ?       |

#### Supergigante
| Pos. | Atleta         | Nazione |
| ---- | -------------- | ------- |
| 1    | Janette Hargin | Svezia  |
| 2    | ?              | ?       |
| 3    | ?              | ?       |

#### Slalom gigante
| Pos. | Atleta                  | Nazione | Tempo   |
| ---- | ----------------------- | ------- | ------- |
| 1    | Anna Ottosson           | Svezia  | 2:26,32 |
| 2    | Ylva Nowén              | Svezia  | 2:26,54 |
| 3    | Anja Pärson             | Svezia  | 2:26,59 |
| 4    | Jessica Lindell Vikarby | Svezia  | 2:28,05 |
| 5    | Susanne Ekman           | Svezia  | 2:28,94 |
| 6    | Maria Pietilä Holmner   | Svezia  | 2:29,73 |
| 7    | Kristina Hultdin        | Svezia  | 2:29,93 |
| 8    | Christine Hargin        | Svezia  | 2:30,24 |
| 9    | Malin Hultdin           | Svezia  | 2:30,44 |
| 10   | Sofie Olofsson          | Svezia  | 2:30,75 |

Data: 19 marzo

#### Slalom speciale
| Pos. | Atleta                | Nazione | Tempo   |
| ---- | --------------------- | ------- | ------- |
| 1    | Ylva Nowén            | Svezia  | 1:34,15 |
| 2    | Ida Söderberg         | Svezia  | 1:34,96 |
| 3    | Anja Pärson           | Svezia  | 1:35,43 |
| 4    | Janette Hargin        | Svezia  | 1:35,63 |
| 5    | Susanne Ekman         | Svezia  | 1:35,67 |
| 6    | Christine Hargin      | Svezia  | 1:35,82 |
| 7    | Malin Hultdin         | Svezia  | 1:35,87 |
| 8    | Anna Ottosson         | Svezia  | 1:36,21 |
| 9    | Kristina Hultdin      | Svezia  | 1:36,52 |
| 10   | Maria Pietilä Holmner | Svezia  | 1:37,67 |

Data: 22 marzo

#### Combinata
| Pos. | Atleta         | Nazione |
| ---- | -------------- | ------- |
| 1    | Janette Hargin | Svezia  |
| 2    | ?              | ?       |
| 3    | ?              | ?       |